# 帕耶讷
帕耶讷（法語：Payerne）是瑞士联邦西部法语区的沃州下设的一个镇。在行政上属于布罗瓦-维利区管辖。截至2010年底，总人口为8,728。

## 历史
佩尔尼附近最早人类遗迹包括新石器时代的物品和青铜时代的定居遗址。帕耶讷城墙内外都发现过罗马建筑、罗马墓地以及Publius Graccius Paternus的奉献铭文。
在中世纪早期，村庄首次出现。587年6月24日，马里乌斯主教在当地建立了第一座教堂，也就是后来的教区教堂。根据2016年的考古发现，第二座教堂在7世纪建立在教区教堂不远处，现在的修道院下面。这可能是第一个修道院的核心。10世纪时，克卢尼的修士来到这里，奥托一世之妻勃艮第的阿黛莱德皇后在其母斯瓦比亚的贝尔特女王的捐赠支持下，建立一座新的修道院。修道院带有哥特式钟楼，整体为罗曼式建筑风格。
1798年，帕耶讷曾是短暂存在的萨林-布罗瓦州的首府。从1798年到1802年，在海尔维第共和国时期，它成为弗里堡州帕耶讷区的首府。从1802年到2006年，它是沃州帕耶讷区的首府。

## 地理
帕耶讷位于纳沙泰尔湖以东，布罗瓦河从境内穿过。总面积为24.19平方公里。

## 人物
- 安托万-亨利·若米尼

## 友好城市
- 法國 帕赖勒莫尼亚勒